# Oenanthe incrassata
Oenanthe incrassata är en flockblommig växtart som beskrevs av Jean-Baptiste Bory de Saint-Vincent och Louis Athanase Anastase Chaubard. Oenanthe incrassata ingår i släktet stäkror, och familjen flockblommiga växter. Inga underarter finns listade i Catalogue of Life.